# Академия государственного управления при Президенте Республики Казахстан

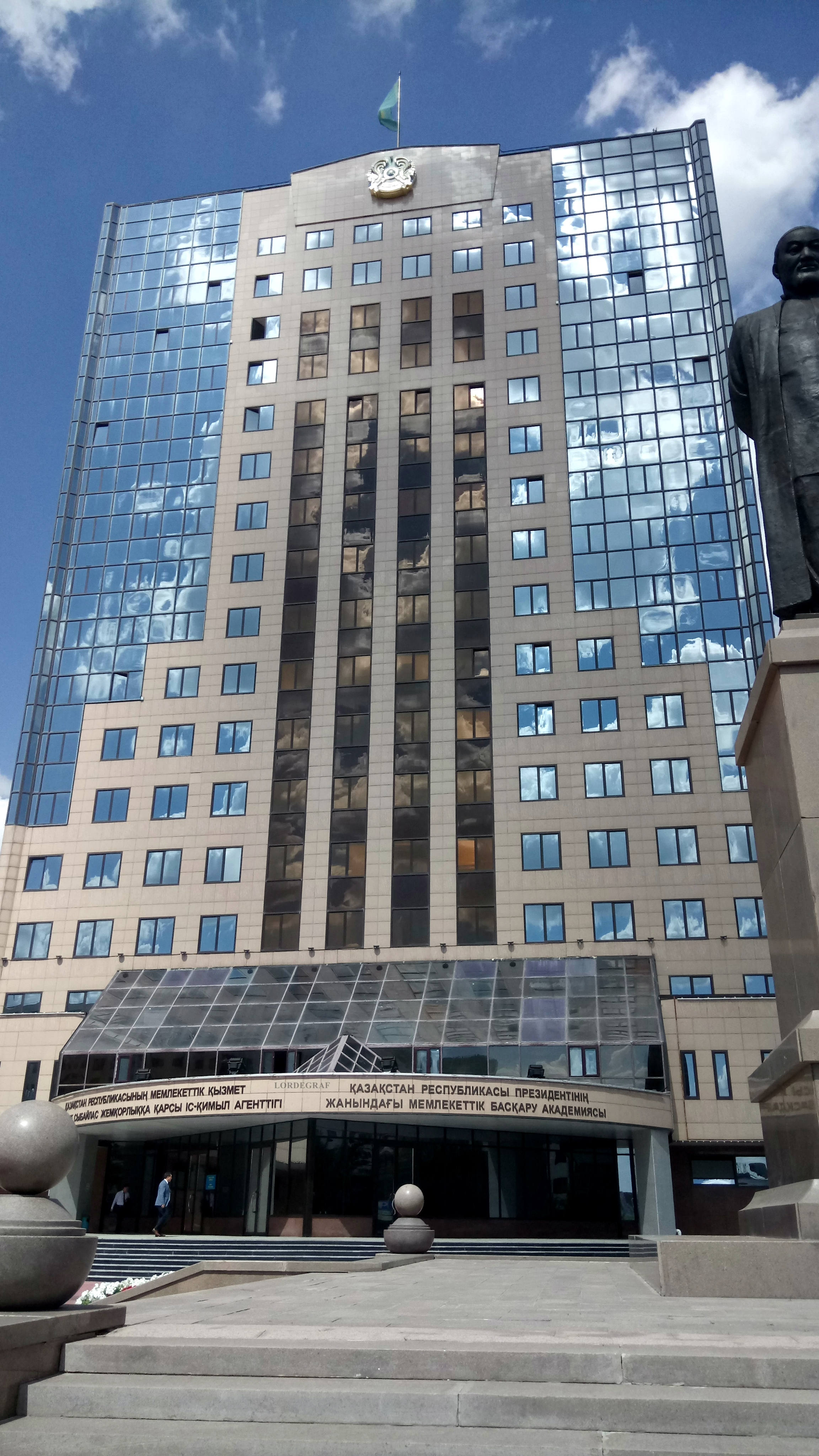
Академия госуправления (фасад здания, передний вход)

Акаде́мия государственного управле́ния при Президе́нте Респу́блики Казахстан (Академия госуправления, АГУ) — высшее учебное заведение, находящееся в городе Астана.
Академия управления — учебно-методическое, научное и информационно-аналитическое учреждение, координирующее деятельность государственной службы при Президенте Республики Казахстан. Основана 18 сентября 1998 году на базе Национальной высшей школы Государственного управления при Президенте РК и Института повышения квалификации государственных служащих при Правительстве РК. Академия государственной службы занимается подготовкой, переподготовкой и повышением квалификации гос. служащих республики. Проводит фундаментальные и прикладные научно-исследовательские работы по проблемам гос. управления и гос. службы, готовит предложения для органов государственного управления. Выпускает научно-исследовательские труды, учебно-методические программы и учебники по основным проблемам государственного и местного управления. В состав Академии государственной службы входят: Институт подготовки управленческих кадров, научно-исследовательский институт государственного управления. Академия поддерживает связи с высшими учебными заведениями Франции, России, Латвии и др.

## История
1994 г. — открыта Национальная высшая школа государственного управления при Президенте Республики Казахстан (НВШГУ) (на базе Высшей партийной школы при ЦК КП Казахской ССР, созданной в 1942 году).
Основание: Указ Президента Республики Казахстан от 29 августа 1994 года № 1845.1
1998 г. — создана Академия государственной службы при Президенте Республики Казахстан путем слияния НВШГУ при Президенте Республики Казахстан и Института переподготовки и повышения квалификации государственных служащих при Правительстве Республики Казахстан.
Основание: Указ Президента Республики Казахстан от 18 сентября 1998 года № 4078.994
2000 г. — передислокация Академии государственной службы при Президенте Республики Казахстан в столицу страны — город Астану.
2005 г. — образована Академия государственного управления при Президенте Республики Казахстан путем слияния государственных учреждений «Академия государственной службы при Президенте Республики Казахстан», «Судебная академия при Верховном суде Республики Казахстан» и передачи функций Дипломатической академии РГКП «Евразийский национальный университет имени Л. Н. Гумилева» вновь образованному государственному учреждению.
Основание: Указ Президента Республики Казахстан от 31 мая 2005 года № 1583.
2008 г. — Академия реорганизована в республиканское государственное казенное предприятие (РГКП). С целью подготовки государственных служащих высшего звена в составе Академии образована Национальная школа государственной политики.
Органом государственного управления Академии определено Министерство по делам государственной службы Республики Казахстан.
Основание: Указ Президента Республики Казахстан от 28 ноября 2008 года № 698.
2012 г. — начата реализация совместного с Европейским Союзом проекта по реформированию Академии. Принята (в мае 2012 года) и реализуется новая Концепция развития Академии. Впервые внедрены признанные в мире образовательные программы MPA (Master of Public Administration), MPP (Master of Public Policy), DPA (Doctor of Public Administration), DPP (Doctor of Public Policy) по подготовке магистров и докторов наук новой формации для государственной службы Казахстана.
2014 г. — утверждена Стратегия развития Академии государственного управления при Президенте Республики Казахстан до 2020 года, которая разработана с целью дальнейшей модернизации системы обучения государственных служащих на основе компетентностного и практико-ориентированного подходов развития новых направлений и в связи с необходимостью повышения конкурентоспособности на рынке образовательных услуг в странах СНГ и ШОС.

## Магистратура
Национальная школа государственной политики
- Государственный менеджмент (MPM)
- Государственное управление (MPA)
- Цифровое государственное управление (MDPA)
- Антикоррупционная политика (MACP)

Институт управления
- Экономика (ME)
- Государственная политика (MPP), 2 года
- Региональное развитие (MRD), 2 года
- Государственная политика (MPP), 1 год
- Государственная политика и право (MPPL)
- Управление человеческими ресурсами (MHRM)

Институт дипломатии
- Международные отношения (MIR)

## Докторантура
Национальная школа государственной политики
- Государственный менеджмент (EDPM)

Институт управления
- Государственное управление (DPA)
- Экономика (DE)

Институт дипломатии
- Международные отношения (DIR)

## Образовательные программы
В 2000 году, после передислокации в Астану, путем слияния книжных фондов НВШГУ и Института повышения квалификации государственных служащих при Правительстве РК фонд библиотеки Академии государственной службы составлял более 14 тысяч единиц. В составе фонда учебная и научная литература по управлению, экономике, истории, политологии и другие. В 2005 году Указом Президента РК образована Академия государственного управления при Президенте РК путем объединения Академии государственной службы при Президенте РК, Судебной Академии при Верховном суде Республики Казахстан и Дипломатической Академии МИД РК. Соответственно объединились книжные фонды Академий.